# Paradrina telekii
Paradrina telekii là một loài bướm đêm trong họ Noctuidae.